# Brill Bruisers
Brill Bruisers è il sesto album in studio del gruppo musicale indie rock canadese The New Pornographers, pubblicato nel 2014.

## Tracce
1. Brill Bruisers – 2:56
2. Champions of Red Wine – 3:40
3. Fantasy Fools – 3:26
4. War on the East Coast – 3:58
5. Backstairs – 4:23
6. Marching Orders – 4:19
7. Another Drug Deal of the Heart – 1:28
8. Born with a Sound – 2:55
9. Wide Eyes – 2:56
10. Dancehall Domine – 3:18
11. Spidyr – 2:21
12. Hi-Rise – 3:16
13. You Tell Me Where – 4:05

## Formazione
- Dan Bejar
- Kathryn Calder
- Neko Case
- John Collins
- Kurt Dahle
- Todd Fancey
- A.C. Newman
- Blaine Thurier